# Hapoel Białystok
Hapoel Białystok – żydowski klub sportowy z siedzibą w Białymstoku, działający w latach 30. XX w.

## Piłka nożna
Klub powstał na przełomie lat 30. jako kolejny klub żydowski w Białymstoku. Po zespołach ŻKS-u oraz Makabi Białystok Hapoel zaczął odgrywać coraz ważniejszą rolę w rozgrywkach białostockich. Drużynie towarzyszyło dużo szczęścia, w rozgrywkach klasy A w pierwszych sezonach mógł spaść 3-krotnie, ale za każdym razem udawało mu się pozostać w klasie A. Klub został rozwiązany w 1939 r. po rozpoczęciu okupacji niemieckiej.

## Sezony
| Poziomy rozgrywkowe | Poziomy rozgrywkowe | Poziomy rozgrywkowe | Poziomy rozgrywkowe | Poziomy rozgrywkowe | Sezony, opis | Sezony, opis   | Sezony, opis | Sezony, opis | Sezony, opis | Sezony, opis | Sezony, opis | Sezony, opis | Sezony, opis     |
| I                   | II                  | III                 | IV                  | V                   | Sezon        | Liga           | Poz.         | Pkt.         | Bramki       | Z/R/P        | Uwagi        | Nazwa        | ZPN              |
| ------------------- | ------------------- | ------------------- | ------------------- | ------------------- | ------------ | -------------- | ------------ | ------------ | ------------ | ------------ | ------------ | ------------ | ---------------- |
| MP                  | A                   | B                   | C                   |                     | 1926         |                |              |              |              |              |              | Hapoel       | Wileński OZPN    |
| L                   | A                   | B                   | C                   |                     | 1927         |                |              |              |              |              |              | Hapoel       | Warszawski OZPN  |
| L                   | A                   | B                   | C                   |                     | 1928         |                |              |              |              |              |              | Hapoel       | Warszawski OZPN  |
| L                   | A                   | B                   |                     |                     | 1929         |                |              |              |              |              |              | Hapoel       | Białostocki OZPN |
| L                   | A                   | B                   | C                   |                     | 1930         |                |              |              |              |              |              | Hapoel       | Białostocki OZPN |
| L                   | A                   | B                   | C                   |                     | 1931         |                |              |              |              |              |              | Hapoel       | Białostocki OZPN |
| L                   | A                   | B                   | C                   |                     | 1932         | Klasa B (gr.I) | 1/1          | b.d.         | b.d.         | b.d.         |              | Hapoel       | Białostocki OZPN |
| L                   | A                   | B                   | C                   |                     | 1933         | Klasa A (gr.I) | 4 (7-8)      | 3            | 8-25         | 1/1/4        | [ 1 ]        | Hapoel       | Białostocki OZPN |
| L                   | A                   | B                   |                     |                     | 1934         | Klasa A (gr.I) | 4 (7-8)      | 1            | 2-23         | 0/1/5        | [ 2 ]        | Hapoel       | Białostocki OZPN |
| L                   | A                   | B                   |                     |                     | 1935         | Klasa A (gr.I) | 5 (8)        | 2            | 4-24         | 1/0/7        | [ 3 ]        | Hapoel       | Białostocki OZPN |
| L                   | A                   | B                   |                     |                     | 1936         | Klasa A (gr.I) | 2 (4-6)      | 3            | 6-10         | 1/1/2        |              | Hapoel       | Białostocki OZPN |
| L                   | A                   | B                   |                     |                     | 1936/1937    | Klasa A        | 4            | 11           | 15-29        | 5/1/3        | [ 4 ]        | Hapoel       | Białostocki OZPN |
| L                   | A                   | B                   |                     |                     | 1937/1938    | Klasa A        | 6            | 6            | 14-56        | 2/2/8        |              | Hapoel       | Białostocki OZPN |
| L                   | A                   | B                   |                     |                     | 1938/1939    | Klasa B        | 1            | b.d.         | b.d.         | b.d.         |              | Hapoel       | Białostocki OZPN |